# Drycothaea gaucha
Drycothaea gaucha là một loài bọ cánh cứng trong họ Cerambycidae.